# Chladni-patronen
Chladni-patronen zijn patronen, die ontstaan als een oppervlak dat met heel fijn en licht poeder, bijvoorbeeld zand, maar meestal lycopodiumpoeder, is bestrooid, in trilling wordt gebracht. Er staat dan een staande golf op het oppervlak, per definitie in eigenfrequentie. Het poeder verzamelt zich op de plekken waar het oppervlak niet beweegt, op de knopen, maar het poeder trilt van het oppervlak waar het wel beweegt, van de buiken, naar de knooplijnen. Knopen en buiken ontstaan typisch bij resonantie, wanneer er staande golven optreden. Van resonantie is onder andere sprake bij klankkasten van muziekinstrumenten en bij gestemd slagwerk. Het verschijnsel is rond 1782 door Ernst Chladni ontdekt. 
Chladni-patronen kunnen met een luidspreker, of een andere elektromechanische excitator, en een toongenerator op allerlei oppervlakken zichtbaar worden gemaakt. 
De patronen kunnen bijvoorbeeld op een vlakke plaat zichtbaar worden gemaakt door het vlak in trilling te brengen door het met een strijkstok aan te strijken. Dat moet gebeuren aan een vrije zijde van het vlak. Met een vinger moet een andere kant van het vlak zacht worden tegengehouden, om enige demping te krijgen. Door de plaats van het aanstrijken, of de plaats van de vinger te variëren worden andere trillingsmodes aangestoten. Het experiment op deze manier uitvoeren vereist veel ervaring en is niet eenvoudig. 
De patronen kunnen wiskundig berekend worden met behulp van de Besselfunctie.
Chladni werd door Friedrich Strehlke en Hans Jenny nagevolgd. Strehlke vermengde het zand met een stroperige substantie. Daardoor werden niet alleen de knooplijnen van de plaat aangetoond, maar ook het pad dat het zand vanaf de buiken naar de knopen had afgelegd. Een andere variant was van August Kundt (1839-1894). Hij gebruikte poeder om luchttrillingen in een buis zichtbaar te maken.
Er is een theorie dat Chladni mogelijk niet de eerste was, die deze patronen ontdekte. Thomas en Stuart Mitchell hebben de geometrische patronen in de kubusvormige ornamenten op de bogen van een tongewelf van de Rosslyn Chapel in Schotland, gebouwd vanaf 1446, geïnterpreteerd als dat het om Chladni-patronen zou gaan. Zij hebben een lied geschreven, een motet, dat de figuren zou kunnen produceren.

## Websites
- (en)  Chladni patterns in vibrated plates
- (en)  P Bourke. Chladni Plate Interference Surfaces, 2001.
- (en)  T en S Mitchell op YouTube. The Rosslyn Motet.
- (en)  R Reezigt op YouTube. Chladni the sand wizard.